# Guyomarch IV de Léon
 (février 2024).
La mise en forme du texte ne suit pas les recommandations de Wikipédia : il faut le « wikifier ».
Les points d'amélioration suivants sont les cas les plus fréquents. Le détail des points à revoir est peut-être précisé sur la page de discussion.
- Les titres sont pré-formatés par le logiciel. Ils ne sont ni en capitales, ni en gras.
- Le texte ne doit pas être écrit en capitales (les noms de famille non plus), ni en gras, ni en italique, ni en « petit »…
- Le gras n'est utilisé que pour surligner le titre de l'article dans l'introduction, une seule fois.
- L'italique est rarement utilisé : mots en langue étrangère, titres d'œuvres, noms de bateaux, etc.
- Les citations ne sont pas en italique mais en corps de texte normal. Elles sont entourées par des guillemets français : « et ».
- Les listes à puces sont à éviter, des paragraphes rédigés étant largement préférés. Les tableaux sont à réserver à la présentation de données structurées (résultats, etc.).
- Les appels de note de bas de page (petits chiffres en exposant, introduits par l'outil «  Source ») sont à placer entre la fin de phrase et le point final[comme ça].
- Les liens internes (vers d'autres articles de Wikipédia) sont à choisir avec parcimonie. Créez des liens vers des articles approfondissant le sujet. Les termes génériques sans rapport avec le sujet sont à éviter, ainsi que les répétitions de liens vers un même terme.
- Les liens externes sont à placer uniquement dans une section « Liens externes », à la fin de l'article. Ces liens sont à choisir avec parcimonie suivant les règles définies. Si un lien sert de source à l'article, son insertion dans le texte est à faire par les notes de bas de page.
- La présentation des références doit suivre les conventions bibliographiques. Il est recommandé d'utiliser les modèles {{Ouvrage}}, {{Chapitre}}, {{Article}}, {{Lien web}} et/ou {{Bibliographie}}. Le mode d'édition visuel peut mettre en forme automatiquement les références.
- Insérer une infobox (cadre d'informations à droite) n'est pas obligatoire pour parachever la mise en page.

Pour une aide détaillée, merci de consulter Aide:Wikification.
Si vous pensez que ces points ont été résolus, vous pouvez retirer ce bandeau et améliorer la mise en forme d'un autre article.
Pour les articles homonymes, voir Guyomarch de Léon.
Guyomarch IV de Léon, né vers 1130, mort le 27 ou 28 septembre 1179, est un aristocrate breton du XIIe siècle qui succède à son père Hervé II de Léon en tant que vicomte de Léon. 

## Origine
Guyomarch IV de Léon est le fils d'Hervé II de Léon et de Sibylle de Blois. Il est donc lié à la famille royale d'Angleterre par sa mère.

## Biographie
Dans le contexte où Henri II Plantagenêt évince Conan IV de Bretagne et provoque contre lui un soulèvement des barons, Guyomarch IV de Léon suit son père, Hervé II de Léon, son beau-père Eudon II de Porhoët et Raoul II de Fougères. Cependant, vaincu, il se soumet en 1167 à Henri II Plantagenêt. 
S'il reste relativement en retrait lors des razzias royales en 1168 dans les seigneuries voisines de Porhoët, de Cornouaille et de Dinan, il chasse son frère Hamon du siège épiscopal de Saint-Pol-de-Léon, coupable à ses yeux d'un rapprochement avec Henri II Plantagenêt. L'évêque est épaulé par Conan IV de Bretagne qui vainc Guyomarch IV de Léon en 1170 près de Commana. Quelques mois plus tard, en janvier 1171, il fait assassiner son frère, l'évêque Hamon, puis accepte de nouveau l'autorité du roi en lui cédant trois châteaux. Lors de la grande révolte de 1173 menée par Aliénor d'Aquitaine contre Henri II Plantagenêt, Guyomarch IV de Léon n'apparaît pas. Il se rebelle en 1177 et 1179 et se trouve définitivement soumis par le duc Geoffroy II de Bretagne qui confisque la vicomté de Léon, à l’exception de deux paroisses, et le démembre au profit de son fils Guyomarch V de Léon alors qu'il garde Hervé de Léon en otage. Guyomarch IV de Léon s'engage à partir en Terre Sainte mais il meurt en septembre 1179. 
Ses deux fils, Guyomarch V de Léon et Hervé Ier de Léon, récupèrent leur héritage. Guyomarch V de Léon reçoit les châtellenies de Lesneven, Brest, Saint-Renan et Le Conquet ainsi que le titre de vicomte. Hervé de Léon, lui, reçoit les terres de Landerneau et de Daoudour (entre Landivisiau et Penzé), ainsi que la seigneurie de Coat-Méal et tous les domaines que possédait la maison de Léon en Cornouaille, c'est-à-dire les seigneuries de Daoulas, de Crozon, du Porzay et de Quemenet-Even. En tant que juveigneur, c'est-à-dire cadet apanagé, Hervé doit se contenter du titre de seigneur de Léon, qu'il transmet à ses héritiers.
La fondation ou la refondation de l'abbaye de Daoulas est attribuée à Guyomarch IV de Léon et à son épouse Nobilise entre 1167 et 1173, en expiation du meurtre d'Hamon, évêque de Léon. L'abbaye serait installée dans un château concédé pour cette fondation, approuvée par Geoffroy, évêque de Cornouaille.

## Mariage et descendance
Son épouse Nobilis (v. 1135 - ?), appartient peut-être au lignage des Rohan. Ils ont plusieurs enfants : 
- Guyomarch V de Léon, qui lui succède comme vicomte de Léon[9] ;
- Hervé Ier de Léon, qui lui succède comme seigneur de Léon[9] ;
- Adam de Léon, né vers 1160, mort en 1191 au siège d’Acre ;
- Éléonore, qui épouse Rivallon de Rosmadec avant 1191[10] ;
- Enoguen (Guen) de Léon, qui épouse André II de Vitré[9] ;
- Sibylle de Léon, dame de Pléhédel, qui épouse Geoffroy de Boisgelin[11] ;
- Une fille non nommée dans les sources primaires, nommée Éléonore ou Jeanne dans les généalogies tardives, seconde épouse d’Eudon II de Porhoët, veuf après le décès de Berthe de Bretagne ; parfois identifiée soit à Éléonore[9], soit à Enoguen (Guen, francisé en Jeanne)[11].